# Hyperythra susceptaria
Hyperythra susceptaria là một loài bướm đêm trong họ Geometridae.